# Intercontinental Plaza

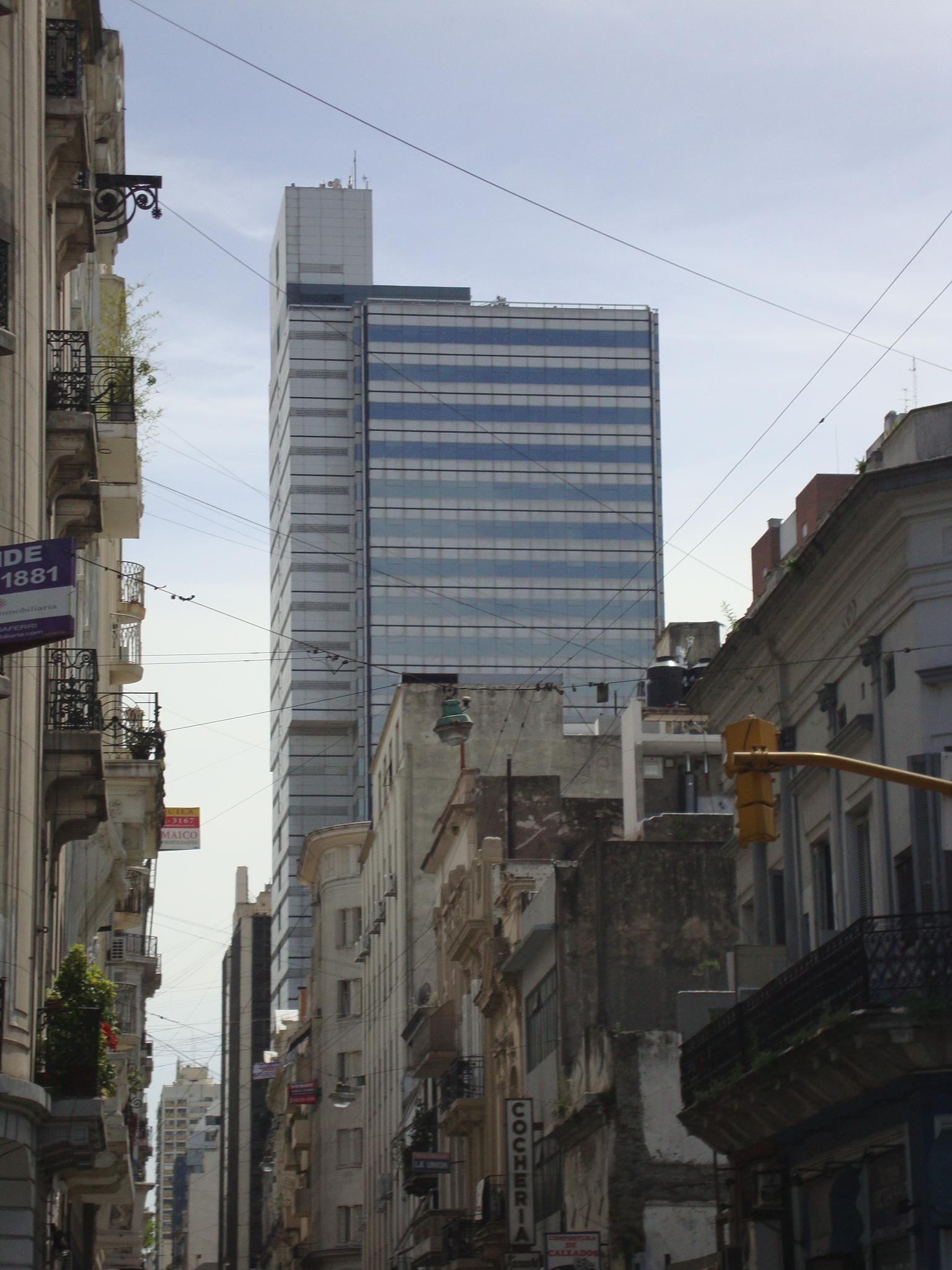
Vista parcial de la torre Intercontinental Plaza desde la calle Tacuarí.

Intercontinental Plaza es una torre de oficinas que se encuentra junto al Hotel InterContinental de la ciudad de Buenos Aires, formando un complejo que actualmente es propiedad de IRSA.
Fue proyectada por el estudio de arquitectura Mario Roberto Álvarez y Asociados, y construida entre 1994 y 1996, en un terreno en la esquina de las calles Moreno y Tacuarí junto al Hotel InterContinental Buenos Aires. En 1997, fue adquirida por el grupo IRSA. En 1998, el edificio recibió una distinción del CPAU y la Sociedad Central de Arquitectos.
Se trata de la primera torre de este tipo construida con estructura de acero en la Argentina, un país adonde se prefiere el hormigón armado para los esqueletos.
La Torre Intercontinental Plaza es un edificio de 117 metros de altura con 40.600 m² de superficie cubierta, desarrollada en cuatro subsuelos destinados a estacionamiento de vehículos, una planta baja libre y 24 pisos de oficinas. La planta de la torre se reduce a partir del piso 14, con lo cual posee dos núcleos de ascensores que sirven a las mitades inferior y superior. El que sirve a los pisos 1 a 13, es interno a la planta de la estructura principal, y el de los pisos 14 a 24 corre por una estructura secundaria que es externa, un rasgo característico de varias obras de este tipo realizadas por Álvarez.